# Księginice Wielkie
Księginice Wielkie (deutsch Groß Kniegnitz) ist ein Ort in der Landgemeinde Kondratowice (Kurtwitz), im Powiat Strzeliński (Kreis Strehlen), in der Woiwodschaft Niederschlesien in Polen.

## Lage
Księginice Wielkie liegt 3 km südwestlich von Kondratowice (Kurtwitz) und 13 km westlich von Strzelin (Strehlen).

### Nachbarorte
Nachbarorte sind Sienice (Senitz) im Nordwesten, Chwalęcin (Quanzendorf) im Südwesten, Prusy (Praus) im Osten, Kondratowice (Kurtwitz) im Nordosten, Maleszów (Mallschau) im Südosten.

## Geschichte

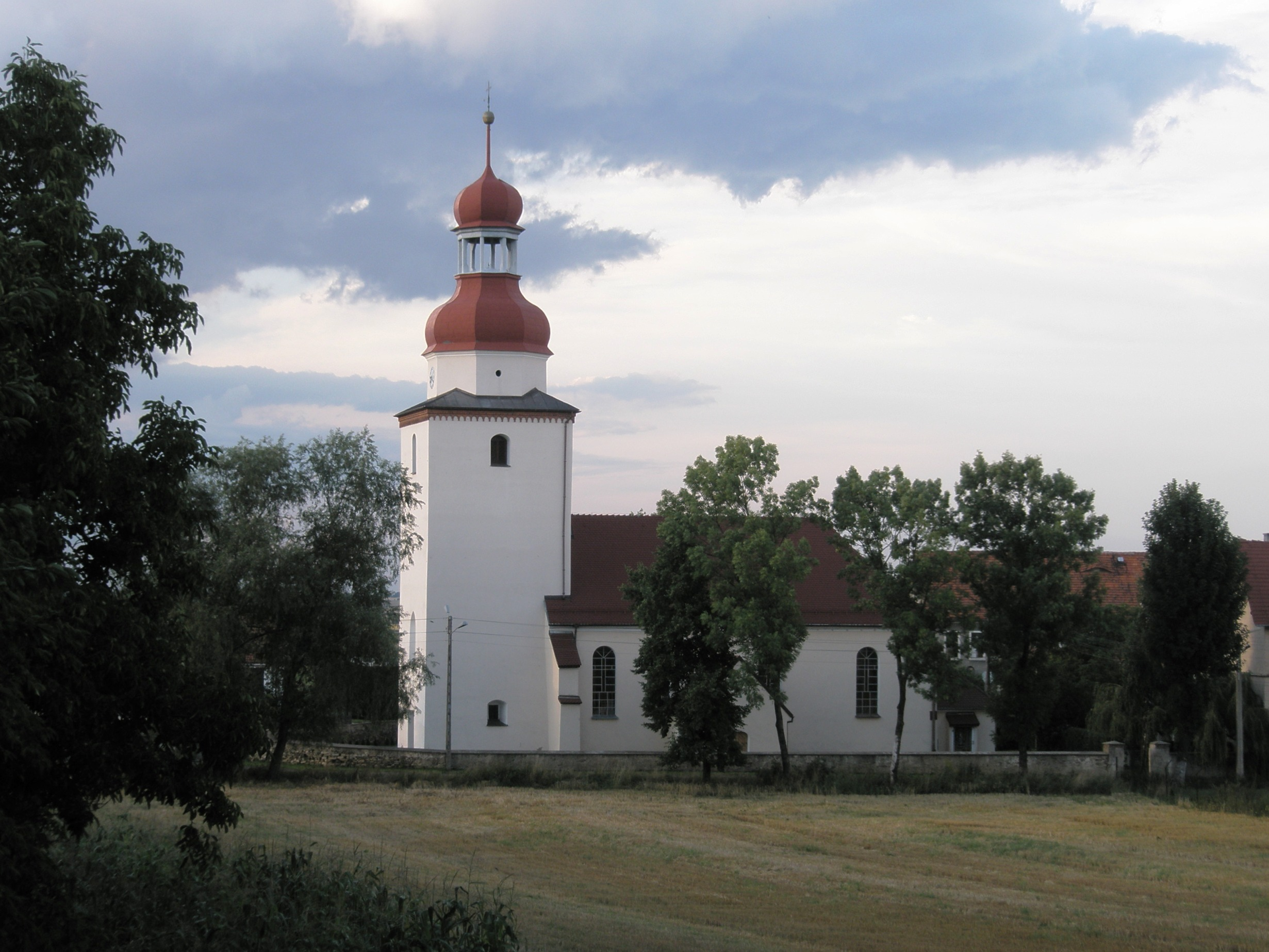
Kirche in Księginice Wielkie

Groß Kniegnitz gehört zu den ältesten Siedlungen im Nimptscher Land. Der Ortsname ist slawischen Ursprungs und dürfte auf Deutsch Wald oder Dickicht bedeuten. Durch die Existenz einer Feldsteinmauergrenze, kam dem Ort in der Vergangenheit, möglicherweise als Verwaltungssitz, eine besondere Bedeutung zu. Im Zuge der Ostkolonisation gestaltete man nach deutschem Recht ein Straßenangerdorf. Die in den Urkunden ab 1204 unter dem Namen Kniegnitz erwähnten Ortschaften könnten sich auf andere Örtlichkeiten, vor allem Klein Kniegnitz und Kniegnitz bei Trebnitz, beziehen. In einer zur Gründung der Kirche von Nimptsch ausgestellten Urkunde von 1295 wurde ein domino Ottone plebano de Knegnitz erwähnt. 1335 erscheint das Dorf in den Archipresbyteriatslisten unter der Schreibweise Knegnicz. Als eigentliche Ersterwähnung ist eine Urkunde von 1349 anzusehen, die das Dorf eindeutig als Magna Knegcicz bezeichnet.
Politisch gehörte Groß Kniegnitz zum piastischen Herzogtum Brieg, das seit 1329 ein Lehen der Krone Böhmen war. Nach dem Tod des Herzogs Georg Wilhelm I. 1675 fiel Groß Kniegnitz mit dem Herzogtum Brieg als erledigtes Lehen durch Heimfall an die Krone Böhmen. Grundherr war bis 1841 das fürstliche später königliche Domänenamt Rothschloß. Von 1427 bis 1435 hatte Groß Kniegnitz unter den Husseiteneinfälle zu leiden. Nach Kriegsende 1742 fiel Groß Kniegnitz mit dem größten Teil Schlesiens an Preußen. Nachfolgend wurden die vormaligen Verwaltungsstrukturen aufgelöst und Groß Kniegnitz Teil des Kreises Nimptsch, mit dem es bis zu seiner Auflösung 1932 verbunden blieb. Groß Kniegnitz unterstand der Kriegs- und Domänenkammer Breslau, bis es im Zuge der Stein-Hardenbergischen Reformen 1815 dem Regierungsbezirk Reichenbach der Provinz Schlesien zugeordnet wurde. 1845 zählte Groß Kniegnitz 132 Häuser, eine Freischoltisei des Wilhelm Hoffmann, ohne Jurisdiktion, 901 Einwohner (davon 43 katholisch und der Rest evangelisch), eine evangelische Pfarrkirche mit Pfarrwidum (erbaut 15. November 1743), Kirch- und Schulsprengel nur Groß Kniegnitz, eine evangelische Schule mit einem Lehrer, eine Begräbniskapelle am Dorfende, zwei Leinwebstühle und 40 Handwerker. Groß Kniegnitz war katholisch nach Rothschloß gepfarrt. 1885 hatte Groß Kniegnitz 1171 Einwohner und 1900 1196 Einwohner. Am 14. Februar 1874 erfolgte die Gründung des Amtsbzerikes Groß-Kniegnitz aus der gleichnamigen Landgemeinde. Erster Amtsvorsteher war der Bauerngutsbesitzer und Gemeindevorsteher Gottlieb Stanke. Nach der Auflösung des Kreises Nimptsch 1932 wurde Groß Kniegnitz dem neugeschaffenen Landkreis Reichenbach/Eulengebirge zugeteilt.
Als Folge des Zweiten Weltkriegs fiel Groß Kniegnitz 1945 mit dem größten Teil Schlesiens an Polen. Nachfolgend wurde es durch die polnische Administration in Księginice Wielkie umbenannt. Die deutschen Einwohner wurden, soweit sie nicht schon vorher geflohen waren, vertrieben. Die neu angesiedelten Bewohner stammten teilweise aus Ostpolen, das an die Sowjetunion gefallen war. Seit 1975 gehörte Księginice Wielkie zur Woiwodschaft Breslau, die 1998 in der heutigen Woiwodschaft Niederschlesien aufging.

## Sehenswürdigkeiten
- katholische Pfarrkirche St. Johannes der Täufer, erbaut im 15. bis 16. Jahrhundert, Umbau im 18. Jahrhundert, Ausstattung aus der Zeit des 18. bis 20. Jahrhunderts.[6]

## Persönlichkeiten
- Johann Adam Steinmetz (1689–1762), evangelischer Theologe, Pietist und Pädagoge.